# Ingo Elbe
Ingo Elbe (* 1972 in Dortmund) ist ein Philosoph und Sozialwissenschaftler.

## Leben
Ingo Elbe hat Philosophie, Geschichte und Sozialpsychologie an der Ruhr-Universität Bochum studiert und promovierte 2008 an der Freien Universität Berlin zur Marx-Rezeption in der Bundesrepublik. Von 2007 bis 2012 war er Lehrbeauftragter am Institut für Sozialwissenschaften der Technischen Universität Braunschweig und von 2011 bis 2014 an der Fachhochschule Düsseldorf. 2015 habilitierte er sich am Institut für Philosophie der Carl von Ossietzky Universität Oldenburg mit einer Arbeit über Paradigmen anonymer Herrschaft. Elbe war im Wintersemester 2017/18 Gastprofessor am Institut für Politikwissenschaft der Justus-Liebig-Universität Gießen. Er ist Privatdozent und wissenschaftlicher Mitarbeiter am Institut für Philosophie der Carl von Ossietzky Universität Oldenburg und war Vorsitzender des Bochumer gemeinnützigen Vereins Institut für Sozialtheorie.
Elbe war zeitweise Mitherausgeber des Oldenburger Jahrbuchs für Philosophie und der Zeitschrift für kritische Sozialtheorie und Philosophie sowie Mitbetreiber des 1995 gegründeten Arbeitskreises Rote-Ruhr-Uni, der unter anderem Vortragsreihen, Lesegruppen sowie einen jährlichen Kongress an der Ruhr-Universität Bochum veranstaltete. Er ist Mitglied der Gesellschaft für kritische Bildung e.V.

## Schwerpunkte und Positionen
Zu den Forschungsschwerpunkten von Elbe gehören unter anderem Marx und Marxrezeption, Kritische Theorie, Politische Philosophie sowie Rechts- und Sozialphilosophie.
In seinen Arbeiten lehnt er die traditionellen Auffassungen des Marxismus ab, welche auf einer logisch-historischen Interpretation der Marxschen Theoriedarstellung beruhen. Er bemüht sich um eine kritische Rekonstruktion der seit Mitte der 1960er Jahre besonders in der Bundesrepublik Deutschland entstandenen neuen Marx-Lektüre und ihrer Analyse abstrakter gesellschaftlicher Formen wie Arbeit, Wert, Geld, Staat und Kapital.
Bereits 2000 untersuchte er die Grundlinien einer Theorie politischer Öffentlichkeit im Werk von Jürgen Habermas, insbesondere in dessen Studie Faktizität und Geltung. Auf dem im März 2012 in Wuppertal stattgefundenen Kongress Habermas und der historische Materialismus hat Elbe eine grundsätzliche Kritik an Habermas’ Marxrezeption und Gesellschaftstheorie vorgetragen, die jedoch von Habermas selbst und anderen Tagungsteilnehmern zum Teil scharf kritisiert wurde.
Seine 2008 erschienene Dissertation Marx im Westen behandelt die „Grundzüge der Debatte um ein adäquates Gegenstands- und Methodenverständnis der Marxschen Ökonomiekritik sowie ihrer staats- und revolutionstheoretischen Implikationen“, dabei möchte er „die in der Bundesrepublik geleistete Erörterung der Grundfragen der ersten Kapitel des Kapital und der damit verbundenen Thematiken anderer Marxscher Arbeiten zur Kritik der politischen Ökonomie“ im Hinblick auf den „Begriff der Form und ihrer angemessenen Erkenntnis“ nachzeichnen. Unter dem Aspekt einer Staats- und Revolutionstheorie interessieren ihn „die wissenschaftlichen Ressourcen der Marxschen Texte zur Erfassung der spezifisch kapitalistischen Organisationsform gewaltmonopolisierter, öffentlicher Herrschaft und der Möglichkeit ihrer revolutionären Infragestellung“. Er kritisiert dabei insbesondere die autoritären Konsequenzen marxistischer Revolutionsvorstellungen, die dem Konzept der "Diktatur des Proletariats" folgen.
In seinen Publikationen der 2010er Jahre bemühte er sich darum, die neue Marx-Lektüre für eine Kritik der bürgerlichen Legitimationsmodelle von Privateigentum, Recht und Staat fruchtbar zu machen. Ferner hat er mehrere Debatten innerhalb der antideutschen Linken angestoßen und dabei teilweise erhebliche Kritik an deren Positionen formuliert. Er kritisierte beispielsweise die für ihn irrationalistischen Marx-Deutungen von Joachim Bruhn und anderen Interpreten und hat eine abwägende Kritik an Jean-Paul Sartres Antisemitismustheorie vorgelegt, die als Anstoß für eine Diskussion über das Verhältnis von freiem Willen und gesellschaftlichen Strukturen genommen wurde.
Sein Buch Paradigmen anonymer Herrschaft (eine Sammlung überarbeiteter veröffentlichter und bisher unveröffentlichter Aufsätze) thematisiert „die Spezifik kapitalistischer Eigentums- und Herrschaftsverhältnisse in Auseinandersetzung mit Positionen des neuzeitlichen Kontraktualismus, der antiliberalen politischen Philosophie des 20. Jahrhunderts und der Kritischen Theorie“. Elbe zufolge „wird dabei erkennbar, wie zentral der Topos anonymer Herrschaft in diesen Ansätzen ist, die wahlweise kritisch oder affirmativ die Herrschaft des Gesetzes, der Norm, der Sache oder des Niemand als modernetypisch deklarieren. Zugleich wird gefragt, welchen Stellenwert personale, unvermittelte Herrschaft im staatlich regulierten Kapitalismus hat und welche Potentiale dieser für Fluchtbewegungen in autoritäre oder faschistische Verhältnisse erzeugt.“ Elbe meint dabei einerseits, dass diese Ansätze sämtlich ein Konzept unpersönlicher Herrschaft entwickeln, dieses Konzept aber häufig den realen Gegenstand anonymer Herrschaft im Kapitalismus ideologisch verfehlt. Seine besondere Kritik bezieht sich auf sogenannte „politexistentialistische“ Positionen Hannah Arendts und Carl Schmitts.
In seinen letzten Publikationen kritisiert Elbe zunehmend postmoderne beziehungsweise postmarxistische Ansätze, wie den von Ernesto Laclau und Chantal Mouffe, und deren (links-)populistische Politikkonzeptionen. Er vertritt die These, dass diese, bei allen Differenzen, auf gesellschaftstheoretischer Ebene eine „Querfront“ mit faschistischen Positionen bilden. Er wurde dafür in der neurechten Zeitschrift „Sezession“ stark kritisiert.
Elbe forscht derzeit vor allem zu den Themen Vergangenheitspolitik und Antisemitismus in der Linken und in antirassistischen Kontexten. Er wirft der „hegemonialen Tendenz“ des postmodernen Antirassismus vor, israelfeindiche Positionen zu vertreten und „die für bestimmte Zusammenhänge gültigen Erkenntnisse des Antirassismus unzulässig auf qualitativ andere Sachverhalte auszudehnen, theoretische Konzepte schablonenhaft und stereotypisierend zu verwenden, ohne empirische Gehalte zu prüfen, eine kulturrelativistische und machtreduktionistische Wissenskonzeption zugrunde zu legen und die Beschreibung der Realität von politischen Ressentiments oder volkspädagogischen Absichten leiten zu lassen.“ In der Debatte um den Kamerunischen postkolonialen Theoretiker Achille Mbembe bescheinigt Elbe nicht nur diesem, sondern „prominenten Vertretern des Faches“ der postkolonialen Studien einen „systematischen Zusammenhang zwischen begrifflicher Einebnung der Spezifik des Antisemitismus, der Relativierung der Schoah und einer Dämonisierung Israels.“
Seine Texte sind bisher ins Englische, Koreanische, Serbokroatische, Portugiesische, Spanische, Chinesische, Italienische, Türkische, Persische und Polnische übersetzt worden.

## Publikationen (Auswahl)

### Bücher und Herausgeberschaften
- Antisemitismus und postkoloniale Theorie. Der »progressive« Angriff auf Israel, Judentum und Holocausterinnerung, Berlin 2024, ISBN 978-3-89320-314-7.
- Probleme des Antirassismus. Postkoloniale Studien, Critical Whiteness und Intersektionalitätsforschung in der Kritik , Berlin 2022, ISBN 978-3-89320-296-6 (Mitherausgeber).
- Gestalten der Gegenaufklärung. Untersuchungen zu Konservatismus, politischem Existentialismus und Postmoderne, Würzburg 2020, ISBN 978-3-8260-7121-8 (2., überarbeitete und erweiterte Auflage 2021).
- Paradigmen anonymer Herrschaft. Politische Philosophie von Hobbes bis Arendt, Würzburg 2015, ISBN 978-3-8260-5737-3.[22]
- Oldenburger Jahrbuch für Philosophie 2012. Oldenburg 2014. (Hrsg. zusammen mit Philip Hogh und Christine Zunke)
- Zeitschrift für kritische Sozialtheorie und Philosophie. Berlin 2013ff. ISSN 2194-5640. (Hrsg. zusammen mit Sven Ellmers, Christoph Hesse, Falko Schmieder und Hendrik Wallat)
- Oldenburger Jahrbuch für Philosophie 2011. Oldenburg 2012. (Hrsg. zusammen mit Christine Zunke)
- Anonyme Herrschaft. Zur Struktur moderner Machtverhältnisse. Münster 2012. ISBN 978-3-89691-896-3. (Hrsg. zusammen mit Sven Ellmers und Jan Eufinger)
- Die Moral in der Kritik. Ethik als Grundlage und Gegenstand kritischer Gesellschaftstheorie. Würzburg 2011. ISBN 978-3-8260-4560-8. (Hrsg. zusammen mit Sven Ellmers)
- Kritik der politischen Philosophie. Eigentum, Gesellschaftsvertrag, Staat II. Münster 2010. ISBN 978-3-89691-789-8. (zusammen mit Devi Dumbadze und Sven Ellmers)
- Eigentum - Gesellschaftsvertrag - Staat. Begründungskonstellationen der Moderne. Münster 2009. ISBN 978-3-89691-756-0. (Hrsg. zusammen mit Sven Ellmers)
- Marx im Westen. Die neue Marx-Lektüre in der Bundesrepublik. Berlin 2010. ISBN 978-3-05-004470-5.
  - Rezension durch Hendrik Wallat: Theoriegeschichte der neuen Marx-Lektüre.
  - Rezension durch Christoph Henning: I. Elbe: Marx im Westen.
  - Rezension durch Ingo Stützle: "Marx im Westen". Auch die Marx-Blase platzt.
- Gesellschaftliche Praxis und ihre wissenschaftliche Darstellung. Beiträge zur Kapital-Diskussion. Berlin und Hamburg 2008. ISBN 978-3-88619-655-5. (zusammen mit Tobias Reichardt und Dieter Wolf)

### Aufsätze
- “By Any Means Necessary” - Authoritarianism and the Potential for Violence in Anti-Zionist Postcolonial Discourse. In: Israel Journal of Foreign Affairs 3.7.2025
- Postcolonialism, Antisemitism, and Israel: The ‘Progressive’ Attack on the Jewish State and Holocaust Memory. In: Ivo Ritzer (Hg.): On the Critique of Identity. Stuttgart 2024, p. 155–185
- Hannah Arendts Bild des Holocaust – mit einem Ausblick auf seine postkolonialen Erben. In: S. Grigat/J. Hoffmann/M. Seul/A. Stahl (Hg.): Erinnern als höchste Form des Vergessens? (Um-) Deutungen des Holocaust und der „Historikerstreit 2.0“, Berlin 2023
- Liberalismo autoritario o estetización de la política? Notas sobre el concepto de lo politico de Carl Schmitt. In: Constelaciones. Revista de teoria critica Vol 13/2021
- The Anguish of Freedom. Is Sartre’s existentialism an appropriate foundation for a theory of antisemitism? In: Antisemitism Studies Vol. 4, No. 1/2020
- Die postmoderne Querfront. Anmerkungen zu Chantal Mouffes Begriff des Politischen. In: sans phrase. Zeitschrift für Ideologiekritik, Heft 12, Frühjahr 2018.
- Kontraktualismus. In: Samuel Salzborn (Hrsg.): Handbuch Politische Ideengeschichte. Zugänge – Methoden – Strömungen, Stuttgart 2018.
- Helmut Reichelt and the New Reading of Marx. In: B. Best/W. Bonefeld/C. O’Kane/N. Larsen (eds.): Handbook of Frankfurt School Critical Theory. Volume I: KeyTexts and Contributions to a Critical Theory of Society, London 2018.
- „Die Reinigung macht uns frei.“ Karl Jaspers‘ Beitrag zur Herstellung der nationalen Schuldgemeinschaft durch Akzeptanz des Kollektivschuldbegriffs. In: sans phrase. Zeitschrift für Ideologiekritik, Heft 11, Herbst 2017.
- Politische Macht, Faschismus und Ideologie. Ernesto Laclaus Auseinandersetzung mit Nicos Poulantzas. In: A. Hetzel (Hg.): Radikale Demokratie. Zum Staatsverständnis von Chantal Mouffe und Ernesto Laclau. Nomos-Verlag. Baden-Baden 2017.
- Il concetto di reificazione nella critica dell’economia politica di Marx. In: Pietro Garofalo/Michael Quante (eds.): Spettro é Tornato! Attualitá di Marx. Mimesis. Milano 2017.
- Trabalho alienado e abstrato. Níveis de significação e déficits de fundamentação do conceito de trabalho alienado nos Manuscritos econômicos-filosóficos de Marx. In: Karl Marx, Manuscritos econômico-filosóficos 1844. Editora Martin Claret 2017.
- Habermas’s Critique of the Production Paradigm. In: Gabriel Ricci (ed.): The Persistence of Critical Theory, vol. 8 of Culture & Civilization. Transaction Publisher, New Brunswick.
- Das öffentliche Leben. Zu Hannah Arendts Theorie wirtschaftlichen Wachstums. In: Zeitschrift für kritische Sozialtheorie und Philosophie, Band 2/Heft 2/2015 (mit Sven Ellmers).
- „das Böse, das von Niemanden begangen wurde“. Hannah Arendts Konzept der „Herrschaft des Niemand“. In: Ingo Elbe: Paradigmen anonymer Herrschaft. Politische Philosophie von Hobbes bis Arendt. Königshausen&Neumann, Würzburg 2015.
- Habermas’ Kritik des Produktionsparadigmas. In: Smail Rapic (Hrsg.), Karl-Otto Apel, Ágnes Heller u. a.: Habermas und der Historische Materialismus. Verlag Karl Alber, Freiburg 2014, ISBN 978-3-495-48566-8.
- Der Zweck des Politischen. Carl Schmitts faschistischer Begriff der ernsthaften Existenz. In: Moral und Gewalt. Eine Diskussion der Dialektik der Befreiung. Münster 2014.
- Neue Marxlektüre. In: Marx-Handbuch. Stuttgart 2015. (Band in Vorbereitung)
- Triebökonomie der Zerstörung. Kritische Theorie über die emotionale Matrix der Judenvernichtung. In: Kritische Theorie und Emanzipation. Würzburg 2014.
- Entfremdete und abstrakte Arbeit. Marx’ Ökonomisch-philosophische Manuskripte im Vergleich zu seiner späteren Kritik der politischen Ökonomie. In: Oldenburger Jahrbuch für Philosophie 2012, Oldenburg 2014.
- John Locke: Two Treatises Of Government. In: Klassiker der Sozialwissenschaften. 100 Schlüsselwerke im Portrait. Wiesbaden 2014.
- Staat der Kapitalisten oder Staat des Kapitals? Rezeptionslinien von Engels’ Staatsbegriff im 20. Jahrhundert. In: ‘… ins Museum der Altertümer‘. Staatstheorie und Staatskritik bei Friedrich Engels, Baden-Baden 2012.
- Die ‚Herrschaft der Norm’ zwischen Geltung und Gewalt. Eigentum, Recht und Staat in der reinen Rechtslehre Hans Kelsens. In: Anonyme Herrschaft – Zur Struktur moderner Machtverhältnisse, Münster 2012.
- Angst vor der Freiheit. Ist Sartres Existentialismus eine geeignete Grundlage für die Antisemitismustheorie?. In: Prodomo. Zeitschrift in eigener Sache, Nr. 14/2010.
- Vom Eigentümer zum Eigentum. Naturrecht, Gesellschaftsvertrag und Staat im Denken John Lockes. In: Oldenburger Jahrbuch für Philosophie 2010. Oldenburg 2011.
- „der Mensch ist ein Tier, das ... einen Herrn nötig hat“. Zum Spannungsverhältnis von praktischer Vernunft, Eigentum und Staatsgewalt in Immanuel Kants Rechtsphilosophie. In: Kritik der politischen Philosophie. Münster 2010.
- Soziale Form und Geschichte. Der Gegenstand des Kapital aus der Perspektive neuerer Marx-Lektüren. In: Deutsche Zeitschrift für Philosophie, 58/Heft 2 2010.
- Der Preis der Freiheit. Thomas Hobbes’ politische Philosophie zwischen Machttheorie des Rechts und Rechtstheorie der Macht. In: Eigentum – Gesellschaftsvertrag – Staat. Begründungskonstellationen der Moderne, Münster 2009.
- Rechtsform und Produktionsverhältnisse. Anmerkungen zu einem blinden Fleck in der Gesellschaftstheorie von Nicos Poulantzas. In: Philosophieren unter anderen. Beiträge zum Palaver der Menschheit. Münster 2008.
- Umwälzungsmomente der alten Gesellschaft. Revolutionstheorie und ihre Kritik bei Marx. In: Theorie als Kritik. Freiburg 2008.
- Marxismus-Mystizismus – oder: Die Verwandlung der Marxschen Theorie in deutsche Ideologie. In: Wissenschaftliche Mitteilungen des Berliner Vereins zur Förderung der MEGA-Edition, Heft 6: Gesellschaftliche Praxis und ihre wissenschaftliche Darstellung. Beiträge zur ‚Kapital’-Diskussion 2008.
- Eigentümliche Logik eines eigentümlichen Gegenstands? Zur Diskussion um die Spezifik dialektischer Darstellung in der Marxschen Ökonomiekritik. In: Kritik mit Methode? Forschungsmethoden und Gesellschaftskritik. Berlin 2008.
- Zwischen Marx, Marxismus und Marxismen. Lesarten der Marxschen Theorie. In: Das Kapital neu lesen. Beiträge zur radikalen Philosophie. Münster 2006.